# Glenea nicanor
Glenea nicanor är en skalbaggsart som beskrevs av Francis Polkinghorne Pascoe 1867. Glenea nicanor ingår i släktet Glenea och familjen långhorningar.
Artens utbredningsområde är Sulawesi. Inga underarter finns listade i Catalogue of Life.